# Factory Method (patrón de diseño)
En diseño de software, el patrón de diseño Factory Method consiste en utilizar una clase constructora (al estilo del Abstract Factory) abstracta con unos cuantos métodos definidos y otro(s) abstracto(s): el dedicado a la construcción de objetos de un subtipo de un tipo determinado. Es una simplificación del Abstract Factory, en la que la clase abstracta tiene métodos concretos que usan algunos de los abstractos; según usemos una u otra hija de esta clase abstracta, tendremos uno u otro comportamiento.
Este patrón, pretende resolver problemas recurrentes con un diseño flexible y reusable para software orientado a objetos. Específicamente el método Factory resuelve cómo un objeto puede ser creado haciendo que las subclases puedan decidir qué clases instanciar y cómo una clase puede diferir la instanciación de subclases.

## Estructura
Las clases principales en este patrón son el creador y el producto. El creador necesita crear instancias de productos, pero los tipos concretos de cada producto no deben estar reflejadas en el propio creador, sino que las posibles subclases del creador deben poder especificar los tipos concretos, subclases, de los productos para utilizar.
La solución para esto es hacer un método abstracto (el método de la fábrica) que se define en el creador. Este método abstracto se define para que devuelva un producto. Las subclases del creador pueden sobrescribir este método para devolver subclases apropiadas del producto...

## Ejemplo de código
Java
```
abstract
 
class
 
Creator
{

    
// Definimos método abstracto mal

    
public
 
abstract
 
Product
 
factoryMethod
();

}

```

Ahora definimos el creador concreto: 
```
public
 
class
 
ConcreteCreatorProductA
 
extends
 
Creator
{

    
public
 
Product
 
factoryMethod
()
 
{

        
return
 
new
 
ConcreteProduct
();

    
}

}

```

Definimos el producto y su implementación concreta:
```
public
 
interface
 
Product
{

    
public
 
void
 
operacion
();

}

public
 
class
 
ConcreteProductA
 
implements
 
Product
{

    
public
 
void
 
operacion
(){

        
System
.
out
.
println
(
"Una operación de este producto"
);

    
}

}

```

Ejemplo de uso:
```
public
 
static
 
void
 
main
(
String
 
args
[]
){

    
Creator
 
aCreator
;

    
aCreator
 
=
 
new
 
ConcreteCreatorProductA
();

    
Product
 
productoA
 
=
 
aCreator
.
factoryMethod
();

    
productoA
.
operacion
();

}

```

Python
```
from
 
abc
 
import
 
ABC
,
 
abstractmethod

class
 
MazeGame
(
ABC
):

    
def
 
__init__
(
self
)
 
->
 
None
:

        
self
.
rooms
 
=
 
[]

        
self
.
_prepare_rooms
()

    
def
 
_prepare_rooms
(
self
)
 
->
 
None
:

        
room1
 
=
 
self
.
make_room
()

        
room2
 
=
 
self
.
make_room
()

        
room1
.
connect
(
room2
)

        
self
.
rooms
.
append
(
room1
)

        
self
.
rooms
.
append
(
room2
)

    
def
 
play
(
self
)
 
->
 
None
:

        
print
(
f
"Playing using 
{
self
.
rooms
[
0
]
}
"
)

    
@abstractmethod

    
def
 
make_room
(
self
):

        
raise
 
NotImplementedError
(
"You should implement this!"
)

class
 
MagicMazeGame
(
MazeGame
):

    
def
 
make_room
(
self
)
 
->
 
"MagicRoom"
:

        
return
 
MagicRoom
()

class
 
OrdinaryMazeGame
(
MazeGame
):

    
def
 
make_room
(
self
)
 
->
 
"OrdinaryRoom"
:

        
return
 
OrdinaryRoom
()

class
 
Room
(
ABC
):

    
def
 
__init__
(
self
)
 
->
 
None
:

        
self
.
connected_rooms
 
=
 
[]

    
def
 
connect
(
self
,
 
room
:
 
"Room"
)
 
->
 
None
:

        
self
.
connected_rooms
.
append
(
room
)

class
 
MagicRoom
(
Room
):

    
def
 
__str__
(
self
)
 
->
 
str
:

        
return
 
"Magic room"

class
 
OrdinaryRoom
(
Room
):

    
def
 
__str__
(
self
)
 
->
 
str
:

        
return
 
"Ordinary room"

ordinaryGame
 
=
 
OrdinaryMazeGame
()

ordinaryGame
.
play
()

magicGame
 
=
 
MagicMazeGame
()

magicGame
.
play
()

```